# 佛山市人民政府
佛山市人民政府，简称佛山市政府、佛府，是中华人民共和国广东省佛山市的地方国家行政机关。其办公地点位于禅城区岭南大道北12号。

## 沿革

### 原佛山市
1949年10月15日，佛山解放。
1949年10月29日，成立佛山市人民政府，受广东省军事管制委员会佛山分会管辖。
1950年1月12日，佛山升为地级市，佛山市人民政府由广东省人民政府领导。
1950年3月21日，佛山结束军管，珠江专区成立，佛山市人民政府由广东省人民政府和珠江专员公署双重领导。
1950年7月20日，佛山划归南海县管辖，设置南海县佛山镇，佛山市人民政府改为南海县佛山镇公所。
1951年6月26日，佛山改镇建市，重新成立佛山市人民政府。
1955年5月31日，佛山市第一届人民代表大会选举产生佛山市人民委员会。
1958年，佛山改为县级市，佛山市人民委员会由佛山专员公署领导。
1966年，佛山改为地级市，佛山市人民委员会由广东省人民委员会和佛山专员公署双重领导。
1967年3月25日，佛山市实行军事管制，佛山市军事管制委员会成立。
1968年3月4日，佛山市革命委员会成立。
1970年，佛山改为县级市，佛山市革命委员会由佛山地区革命委员会领导。
1980年8月28日，佛山市革命委员会改为佛山市人民政府。

### 原佛山地区
1956年，广东省人民委员会设立佛山专区，佛山专员公署驻佛山市。
1958年11月，佛山专区更名为广州专区，佛山专员公署也更名为广州专员公署。
1959年3月，广州专区改回原名佛山专区，广州专员公署再次更名为佛山专员公署。
1967年3月25日，佛山专区实行军事管制，佛山专区军事管制委员会成立。
1968年3月4日，佛山专区革命委员会成立。
1970年10月，佛山专区改称佛山地区，佛山专区革命委员会改称佛山地区革命委员会。
1979年5月，佛山地区革命委员会改为佛山地区行政公署，作为广东省人民政府的派出机构。

### 地市合并
1983年6月1日，撤销佛山地区，原佛山市（县级）与佛山地区合并为佛山市（地级）。原佛山市人民政府与原佛山地区行政公署合并为佛山市人民政府，为一级独立政权机构，于1983年6月1日正式挂牌办公。

## 职权
根据《中华人民共和国地方各级人民代表大会和地方各级人民政府组织法》第七十三条，县级以上的地方各级人民政府行使下列职权：
1. 执行本级人民代表大会及其常务委员会的决议，以及上级国家行政机关的决定和命令，规定行政措施，发布决定和命令；
2. 领导所属各工作部门和下级人民政府的工作；
3. 改变或者撤销所属各工作部门的不适当的命令、指示和下级人民政府的不适当的决定、命令；
4. 依照法律的规定任免、培训、考核和奖惩国家行政机关工作人员；
5. 编制和执行国民经济和社会发展规划纲要、计划和预算，管理本行政区域内的经济、教育、科学、文化、卫生、体育、城乡建设等事业和生态环境保护、自然资源、财政、民政、社会保障、公安、民族事务、司法行政、人口与计划生育等行政工作；
6. 保护社会主义的全民所有的财产和劳动群众集体所有的财产，保护公民私人所有的合法财产，维护社会秩序，保障公民的人身权利、民主权利和其他权利；
7. 履行国有资产管理职责；
8. 保护各种经济组织的合法权益；
9. 铸牢中华民族共同体意识，促进各民族广泛交往交流交融，保障少数民族的合法权利和利益，保障少数民族保持或者改革自己的风俗习惯的自由，帮助本行政区域内的民族自治地方依照宪法和法律实行区域自治，帮助各少数民族发展政治、经济和文化的建设事业；
10. 保障宪法和法律赋予妇女的男女平等、同工同酬和婚姻自由等各项权利；
11. 办理上级国家行政机关交办的其他事项。

## 机构设置

### 工作部门
根据《佛山市机构改革方案》，佛山市人民政府设置工作部门31个。
佛山市人民政府设置下列工作部门：
- 佛山市人民政府办公室
- 佛山市发展和改革局1
- 佛山市教育局2
- 佛山市科学技术局
- 佛山市工业和信息化局
- 佛山市公安局
- 佛山市民政局
- 佛山市司法局3
- 佛山市财政局
- 佛山市人力资源和社会保障局
- 佛山市自然资源局
- 佛山市生态环境局
- 佛山市住房和城乡建设局
- 佛山市交通运输局
- 佛山市水务局
- 佛山市农业农村局4
- 佛山市商务局
- 佛山市文化广电旅游体育局5
- 佛山市卫生健康局
- 佛山市退役军人事务局
- 佛山市应急管理局
- 佛山市审计局6
- 佛山市国有资产监督管理委员会
- 佛山市市场监督管理局
- 佛山市政务服务和数据管理局
- 佛山市统计局
- 佛山市医疗保障局
- 佛山市城市管理和综合执法局
- 佛山市信访局
- 佛山市投资促进局
- 佛山市轨道交通局

^  注解1： 佛山市推进粤港澳大湾区建设领导小组办公室 

^  注解2： 中共佛山市委教育工作领导小组办公室 

^  注解3： 中共佛山市委全面依法治市委员会办公室 

^  注解4： 中共佛山市委农村工作办公室、佛山市乡村振兴局 

^  注解5： 佛山市文物局 

^  注解6： 中共佛山市委审计委员会办公室 

### 直属事业单位
- 佛山开放大学
- 佛山市住房公积金管理中心
- 佛山市机关事务管理局
- 佛山市公共资源交易中心
- 佛山市人民政府行政服务中心
- 佛山市社会保险基金管理局
- 佛山市地震局
- 佛山大学
- 佛山职业技术学院

### 派出机构
- 佛山中德工业服务区(三龙湾)管理委员会
- 佛山高新技术产业开发区管理委员会

### 区人民政府
- 禅城区人民政府
- 南海区人民政府
- 顺德区人民政府
- 三水区人民政府
- 高明区人民政府

## 办公地点
佛山市人民政府成立时，办公地点在原福贤路（今莲花路2号）。1954年6月，中共粤中区党委、粤中行署由江门市迁入佛山市，办公地点设在大福路10号（现岭南大道北12号），从此之后佛山地市的机关大院就一直没有更换地方。
- 巴士：
  - 市政府站　　：经停：109, 139。
  - 市政府南门站：经停：110, 111, 130, 163, 182, G11, G12。

## 现任领导
| 姓名   | 职务                    | 政党       | 出生年月          | 籍贯     | 性别 | 民族   | 其他职务 |
| ------ | ----------------------- | ---------- | ----------------- | -------- | ---- | ------ | --- |
| 白涛   | 市长 党组书记           | 中国共产党 | 1968年4月（57岁） | 新疆伊犁 | 男   | 蒙古族 | 中国共产党广东省委员会委员 中国共产党佛山市委员会副书记 |
| 刘杰   | 常务副市长 党组副书记   | 中国共产党 | 1970年9月（54岁） | 山东莘县 | 男   | 汉族   | 中国共产党佛山市委员会常委 中国共产党佛山国家高新技术产业开发区工作委员会书记 中国共产党佛山市委员会军民融合发展委员会办公室主任 佛山市人民政府国防动员办公室主任 |
| 乔羽   | 副市长                  | 中国致公党 | 1966年6月（59岁） | 安徽和县 | 男   | 汉族   | 中国致公党广东省委员会副主任委员 中国致公党佛山市委员会主任委员                                                                                                   |
| 黄少文 | 副市长 党组成员         | 中国共产党 | 1969年1月（56岁） | 广东潮州 | 男   | 汉族   | |
| 文曦   | 副市长 党组成员         | 中国共产党 | 1980年3月（45岁） | 四川达州 | 女   | 汉族   | 佛山市残疾人联合会主席团主席 |
| 梁继征 | 副市长 党组成员         | 中国共产党 | 1978年4月（47岁） | 广东大埔 | 男   | 汉族   | 中国共产党佛山市委员会政法委员会第一副书记 中国共产党佛山市公安局委员会党委书记 佛山市公安局局长 佛山市公安局督察长                                               |
| 徐童   | 副市长（挂职） 党组成员 | 中国共产党 | 1982年6月         |          | 女   | 锡伯族 | 黑龙江省工商业联合会副主席 |
| 张开机 | 秘书长 党组成员         | 中国共产党 | 1966年3月（59岁） | 广东大埔 | 男   | 汉族   | 中国共产党佛山市人民政府机关党组书记 佛山市人民政府办公室主任 |

## 历任领导

### 佛山市第七届人民代表大会任期（1980年8月28日－1983年6月1日，地市合并前）
| - 市 长： 飞（1980年8月28日－1983年6月1日） | - 副市长：叶 松（1980年8月28日－1983年6月1日） - 副市长：宋荣贵（1980年8月28日－1983年6月1日） - 副市长：冯 平（1980年8月28日－1983年6月1日） - 副市长：钟 强（1980年8月28日－1983年6月1日） - 副市长：董一波（1980年8月28日－1983年6月1日） - 副市长：杨 坚（1980年8月28日－1983年6月1日） - 副市长：陈 炎（1982年1月－1983年6月1日） |

### 佛山市第七届人民代表大会任期（1983年6月1日－1983年10月19日，地市合并后）
| - 市 长： 飞（1983年6月1日－1983年10月19日） | - 副市长：宋荣贵（1983年6月1日－1983年10月19日） - 副市长：陈 炎（1983年6月1日－1983年10月19日） - 副市长：严显廷（1983年6月1日－1983年10月19日） - 副市长：黄翠英（1983年6月1日－1983年10月19日） |

### 佛山市第八届人民代表大会任期（1983年10月19日－1988年5月16日）
| - 市 长： 飞（1983年10月19日－1985年3月19日） - 代市长：卢瑞华（1985年3月19日－1985年4月25日） - 市 长：卢瑞华（1985年4月25日－1988年5月16日） | - 副市长：宋荣贵（1983年10月19日－1987年5月9日） - 副市长：陈 炎（1983年10月19日－1986年4月13日） - 副市长：严显廷（1983年10月19日－1988年5月16日） - 副市长：黄翠英（1983年10月19日－1988年5月16日） - 副市长：钟光超（1985年10月12日－1988年5月16日） - 副市长：欧阳洪（1986年4月13日－1988年5月16日） - 副市长：梁绍棠（1986年4月13日－1988年5月16日） |

### 佛山市第九届人民代表大会任期（1988年5月16日－1993年4月17日）
| - 市 长：卢瑞华（1988年5月16日－1991年8月21日） - 代市长：钟光超（1991年8月21日－1992年3月21日） - 市 长：钟光超（1992年3月21日－1993年4月17日） | - 副市长：严显廷（1988年5月16日－1993年4月17日） - 副市长：陈 佳（1988年5月16日－1993年4月17日） - 副市长：欧阳洪（1988年5月16日－1993年4月17日） - 副市长：钟光超（1988年5月16日－1991年8月21日） - 副市长：梁绍棠（1988年5月16日－1993年4月17日） - 副市长：区达辉（1989年8月－1993年4月17日） - 副市长：梅彼得（1991年8月21日－1993年4月17日） - 副市长：杨 海（1991年10月－1992年6月，挂职） |

### 佛山市第十届人民代表大会任期（1993年4月17日－1998年4月24日）
| - 市 长：钟光超（1993年4月17日－1996年5月10日） - 市 长：梁绍棠（1996年5月10日－1998年4月24日） | - 副市长：梁绍棠（1993年4月17日－1996年5月10日） - 副市长：邓威楹（1993年4月17日－1998年4月24日） - 副市长：梅彼得（1993年4月17日－1998年4月24日） - 副市长：卢汉超（1993年4月17日－1998年4月24日） - 副市长：刘耿文（1993年4月17日－1998年4月24日） - 副市长：黄振辉（1993年4月17日－1998年4月24日） - 副市长：李肇杰（1993年12月20日－1998年4月24日） - 副市长：韩晓进（1996年6月6日－1998年4月24日） |

### 佛山市第十一届人民代表大会任期（1998年4月24日－2003年5月15日）
| - 市 长：梁绍棠（1998年4月24日－2003年5月15日） | - 副市长：邓威楹（1998年4月24日－2003年5月15日） - 副市长：卢汉超（1998年4月24日－2003年5月15日） - 副市长：刘耿文（1998年4月24日－2003年5月15日） - 副市长：黄振辉（1998年4月24日－2003年5月15日） - 副市长：黄维郭（1998年4月24日－2003年5月15日） - 副市长：李玉光（1998年4月24日－2003年5月15日） - 副市长：徐萍华（1999年12月28日－2003年5月15日） - 副市长：陈云贤（2003年4月29日－2003年5月15日） - 副市长：杨晓光（2003年4月29日－2003年5月15日） |

### 佛山市第十二届人民代表大会任期（2003年5月15日－2007年1月11日）
| - 市 长：梁绍棠（2003年5月15日－2006年10月30日） - 代市长：陈云贤（2006年10月30日－2007年1月11日） | - 副市长：陈云贤（2003年5月15日－2006年10月30日） - 副市长：黄维郭（2003年5月15日－2007年1月11日） - 副市长：李玉光（2003年5月15日－2003年9月） - 副市长：杨晓光（2003年5月15日－2007年1月11日） - 副市长：梁毅民（2003年5月15日－2007年1月11日） - 副市长：冼瑞伦（2003年5月15日－2007年1月11日） - 副市长：李秀萍（2004年6月30日－2007年1月11日） - 副市长：杨锡基（2004年6月30日－2007年1月11日） |

### 佛山市第十三届人民代表大会任期（2007年1月11日－2012年1月11日）
| - 市 长：陈云贤（2007年1月11日－2010年7月24日） - 市 长：李贻伟（2010年7月24日－2011年8月12日） - 代市长：刘悦伦（2011年8月12日－2012年1月11日） | - 副市长：冼瑞伦（2007年1月11日－2012年1月11日） - 副市长：周天明（2007年1月11日－2012年1月11日） - 副市长：李子甫（2007年1月11日－2012年1月11日） - 副市长：邓伟根（2007年1月11日－2010年9月8日） - 副市长：麦洁华（2007年1月11日－2012年1月11日） - 副市长：王 玲（2008年12月8日－2012年1月11日） - 副市长：叶明权（2009年8月17日－2012年1月11日，挂职） - 副市长：宋德平（2011年1月30日－2012年1月11日） - 副市长：许 国（2011年11月4日－2012年1月11日） - 副市长：彭 会（2011年11月4日－2012年1月11日） |

### 佛山市第十四届人民代表大会任期（2012年1月11日－2017年1月12日）
| - 市 长：刘悦伦（2012年1月11日－2014年6月17日） - 代市长：鲁 毅（2014年6月17日－2015年2月6日） - 市 长：鲁 毅（2015年2月6日－2016年4月8日） - 代市长：朱 伟（2016年4月8日－2016年4月29日） - 市 长：朱 伟（2016年4月29日－2017年1月12日） | - 副市长：李子甫（2012年1月11日－2014年7月14日） - 副市长：许 国（2012年1月11日－2014年7月14日） - 副市长：麦洁华（2012年1月11日－2017年1月12日） - 副市长：王 玲（2012年1月11日－2016年12月2日） - 副市长：宋德平（2012年1月11日－2015年10月19日） - 副市长：彭 会（2012年1月11日－2014年7月14日） - 副市长：刘 炜（2012年8月21日－2014年9月22日，挂职） - 副市长：区邦敏（2014年7月14日－2015年3月27日） - 副市长：江楷鑫（2014年7月14日－2017年1月12日） - 副市长：郭文海（2014年7月14日－2015年10月19日） - 副市长：黄志豪（2015年3月27日－2016年8月29日） - 副市长：黄喜忠（2015年10月19日－2017年1月12日） - 副市长：赵 海（2015年10月19日－2017年1月12日） - 副市长：蔡家华（2016年8月29日－2017年1月12日） |

### 佛山市第十五届人民代表大会任期（2017年1月12日－2022年1月9日）
| - 市 长：朱 伟（2017年1月12日－2021年4月12日） - 代市长：郭文海（2021年4月12日－2021年6月29日） - 市 长：郭文海（2021年6月29日－2021年10月24日） - 代市长：白 涛（2021年10月24日－2021年11月15日） - 市 长：白 涛（2021年11月15日－2022年1月9日） | - 副市长：蔡家华（2017年1月12日－2021年3月23日） - 副市长：许 国（2017年1月12日－2021年10月24日） - 副市长：江楷鑫（2017年1月12日－2017年8月16日） - 副市长：邓建伟（2017年8月16日－2019年12月3日） - 副市长：赵 海（2017年1月12日－2021年10月24日） - 副市长：俞 进（2017年1月12日－2018年7月30日） - 副市长：乔 羽（2017年1月12日－2022年1月9日） - 副市长：郑大光（2017年9月30日－2018年3月30日，挂职） - 副市长：刘俊文（2018年5月18日－2019年4月17日，挂职） - 副市长：谭 萍（2018年8月29日－2021年11月9日） - 副市长：陈小坚（2019年12月3日－2021年7月27日） - 副市长：葛承书（2020年3月17日－2022年1月9日） - 副市长：郑海涛（2021年5月14日－2022年1月9日） - 副市长：宁惠军（2021年7月27日－2022年1月9日） - 副市长：周紫霄（2021年10月24日－2022年1月9日） - 副市长：陈伟明（2021年10月24日－2022年1月9日） |

### 佛山市第十六届人民代表大会任期（2022年1月9日－）
| - 市 长：白 涛（2022年1月9日－） | - 副市长：郑海涛（2022年1月9日－2022年9月26日） - 副市长：乔 羽（2022年1月9日－） - 副市长：宁惠军（2022年1月9日－2024年9月30日） - 副市长：周紫霄（2022年1月9日－2023年7月4日） - 副市长：陈伟明（2022年1月9日－2023年7月4日） - 副市长：黄少文（2022年1月9日－） - 副市长：刘 杰（2023年7月4日－） - 副市长：文 曦（2023年9月12日－） - 副市长：陈新文（2024年5月16日－2025年7月） - 副市长：梁继征（2024年9月30日－） - 副市长：徐 童（2024年11月21日－，挂职） |